# U-480
U-480 — средняя немецкая подводная лодка типа VIIC времён Второй мировой войны.

## История
Заказ на постройку субмарины был отдан 10 апреля 1941 года. Лодка была заложена 12 сентября 1941 года на верфи «Deutsche Werke AG», Киль под строительным номером 480, спущена на воду 14 августа 1943 года. Лодка вошла в строй 6 октября 1943 года под командованием оберлейтенанта Ханс-Йоахима Фёрстера. U-480 была одной из примерно десяти немецких подводных лодок, которые были покрыты резиной в попытке сделать их менее заметными для гидролокаторов. Это покрытие использовалось на этой лодке, но в целом этот процесс был очень затратным, как сложность доставки материала, так и эксплуатационные свойства, так как резина во время прохода срывалась.В мае 1944 года эта лодка была оборудована шнорхелем.

### Флотилии
- 6 октября 1943 года — 31 мая 1944 года в составе  5-й флотилии (учебная)
- 1 июня 1944 — 14 октября 1944 — 9-я флотилия
- 15 октября 1944 — 29 января 1945 —  11-я флотилия

### История службы
Первый тактический переход был осуществлен за 2 дня с 18 по 19 мая 1944 года из Киля в Арендал.
После лодка совершила 3 боевых похода. За эти походы потопила 2 транспортных судна, общим тоннажем 12 846 брт, и 2 военных корабля общим тоннажем 1775 т.